# Jurjevanje
Jurjevanje je najstariji slovenački folklorni festival, koji se održava svake godine u Črnomlju - Bela krajina u Sloveniji. Festival se održava u mesecu junu u počast na Svetog Jurija (Sv. Đurđe). Na festivalu učestvuju domaće i inostrane folklorne grupe.

## Istorija
Prvo Jurjevanje je bilo održano 1964. Na početku praznik je obuhvatio celu Sloveniju a sa vremenom postao je domena te jugoistočne pokrajine - Bele krajine. 
Danas je festival i član saveza Svetskih folklornih festivala - CIOFF.

## Jurjevanje 2007
2007. održan je 44. festival. Bilo je više od 100 kulturno-umetničkih nastupa. Takođe su nastupali KUDovi iz Makedonija - FA Bitola, Srbije (KUD Kosta Abrašević iz Bačke Palanke), Litvanije i iz Mađarske. 
Domačine su predstavljala društva FS Triglav, FS Velenje, FS Karavanke, FS COF, FS Zeleni Jurij iz Črnomlja, FS Stari trg, KUD Oton Župančič, KUD Lepa Anka, FS Ivan Navratil, FS Adlešiči, FS Dragatuš i FS Semiška ohcet.
Folklorni festival je zatvorila plesna grupa FA Bitola.
Poslednji dan festivala bila je održana i rekreativno trka u trčanju i biciklizmu.

## Spoljašnje veze
- Slovenačka zvanična strana Jurjevanja